# Procampylaspis
Procampylaspis är ett släkte av kräftdjur. Procampylaspis ingår i familjen Nannastacidae.

## Dottertaxa tillProcampylaspis, i alfabetisk ordning[1]
- Procampylaspis acanthomma
- Procampylaspis arguini
- Procampylaspis armata
- Procampylaspis bacescoi
- Procampylaspis bispinosa
- Procampylaspis bituberculata
- Procampylaspis bonnieri
- Procampylaspis caenosa
- Procampylaspis comorensis
- Procampylaspis compressa
- Procampylaspis dentifera
- Procampylaspis halei
- Procampylaspis hirta
- Procampylaspis inermis
- Procampylaspis lutensis
- Procampylaspis macronyx
- Procampylaspis maurini
- Procampylaspis mediterranea
- Procampylaspis meridiana
- Procampylaspis ommidion
- Procampylaspis procurrens
- Procampylaspis profunda
- Procampylaspis rigens
- Procampylaspis serratoculus
- Procampylaspis sordida
- Procampylaspis tetrastachya
- Procampylaspis thalassae
- Procampylaspis tridentata
- Procampylaspis tuberculata
- Procampylaspis unicornis